# Luis Alberni
Luis Alberni fue un actor de origen español, nacionalizado estadounidense, nacido en Barcelona (Cataluña, España) el 4 de octubre de 1886, y fallecido en Hollywood (California, Estados Unidos) el 23 de diciembre de 1962.

## Biografía
Instalado en los Estados Unidos en 1914, Luis Alberni debutó el año siguiente (1915) en el  teatro en Broadway (Nueva York), en donde actuó hasta 1928, en once obras, dos comedias musicales, una opereta y una ópera.
En el  cine, colaboró en nueve películas mudas desde 1915 hasta 1926 después, tras la llegada del cine sonoro, en ciento 65 películas estadounidenses, entre 1929 y 1956 (con un pequeño papel no acreditado en Los diez mandamientos), a menudo en papeles secundarios caracterizando a hispanos o italianos. Destacando su contribución menor en dos películas de John Ford, When Willie Comes Marching Home en 1950, y después What Price Glory en 1952 (segunda adaptación cinematográfica de la obra de teatro del mismo nombre, en cuya creación Luis Alberni había contribuido, en 1924 en Broadway: ver el apartado "Teatro" que sigue).

## Teatro (en Broadway)
Obras de teatro, salvo que se diga lo contrario
- 1915: The Lost Co-respondant de Butler Davenport.
- 1919: 39 East de Rachel Crothers, con Henry Hull, Alison Skipworth (+ papel en la adaptación cinematográfica de 1920 : ver la filmografía seleccionada abajo).
- 1920: The Outrageous Mrs. Palmer de Henry Wagstaff Gribble.
- 1921: Near Sancta Barbara de Willard Mack, con Joseph Sweeney.
- 1922: Dreams for Sale de Owen Davis.
- 1923: Rita Coventry de Hubert Osborne.
- 1923: The Apache de Josephine Turck Baker.
- 1924-1925: What Price Glory de Maxwell Anderson y Laurence Stallings, con Brian Donlevy, Fay Roope, George Tobias.
- 1926: Deep River, ópera, música de W. Franke Harling, letras y libreto de Laurence Stallings.
- 1927: Lace Petticoat, comedia musical, música de Emil Gerstenberger y Carl Carlton, letras Howard Johnson, libreto de Stewart St. Clair.
- 1927: Lady Do, comedia musical, música de Abel Baer, letras de Sam M. Lewis y Joseph Young, libreto de Jack McClellan y Albert Cowles, coreografía de Busby Berkeley.
- 1927: My Princess, opereta, música de Sigmund Romberg, letras y libreto de Dorothy Donnelly, basada en una obra de teatro de esta última y de Edward Sheldon, vestuario de Charles Le Maire, con Donald Meek.
- 1927: The Stairs de Rosso di San Secondo, adaptación de Dario Forza.
- 1927-1928: Fallen Angels (1925), de Noël Coward, con Fay Bainter.
- 1928: The Silent House de John G. Brandon y George Pickett.

## Filmografía parcial
- 1915: Children of the Ghetto de Frank Powell.
- 1919: The Madonna of the Slums de George Terwilliger (cortometraje).
- 1920: 39 East de John Stuart Robertson.
- 1921: Little Italy de George Terwilliger.
- 1922: The Man from Beyond de Burton L. King
- 1923: The Bright Shawl de John Stuart Robertson.
- 1926: The Cheerful Fraud de William A. Seiter
- 1930: The Santa Fe Trail de Otto Brower y Edwin H. Knopf
- 1931: Svengali de Archie Mayo.
- 1931: Manhattan Parade de Lloyd Bacon.
- 1931: The Last Flight de William Dieterle.
- 1931: The Mad Genius de Michael Curtiz.
- 1931: One Heavenly Night de George Fitzmaurice.
- 1932: Rasputín y la zarina de Richard Boleslawski.
- 1932: The Conquerors de William A. Wellman
- 1932: Trouble in Paradise de Ernst Lubitsch.
- 1932: Week-end Marriage de Thornton Freeland.
- 1932: The Woman in Room 13 de Henry King.
- 1933: By Candlelight de James Whale.
- 1933: Child of Manhattan de Edward Buzzell.
- 1933: Volando a Río de Thornton Freeland.
- 1933: Above the Clouds de Roy William Neill.
- 1933: Lady Killer de Roy Del Ruth.
- 1933: When Ladies Meet de Harry Beaumont y Robert Z. Leonard
- 1933: The Man from Monterey de Mack V. Wright
- 1933: The Sphynx (de Phil Rosen.
- 1933: Topaze de Harry de Abbadie d'Arrast.
- 1934: Caravan de Erik Charell.
- 1934: Una noche de amor (One Night of Love) de Victor Schertzinger.
- 1934: Glamour de William Wyler.
- 1934: El conde de Montecristo de Rowland V. Lee
- 1934: The Captain Hates the Sea de Lewis Milestone.
- 1935: Metropolitan de Richard Boleslawski.
- 1935: In Caliente de Lloyd Bacon.
- 1935: Let's Live Tonight de Victor Schertzinger.
- 1935: The Gilded Lady de Wesley Ruggles.
- 1935: Love Me Forever de Victor Schertzinger.
- 1935: Goin' to Town de Alexander Hall.
- 1935: The Gay Deception de William Wyler.
- 1935: Roberta de William A. Seiter
- 1935: The Good Fairy de William Wyler.
- 1936: Hats Off de Boris Petroff.
- 1936: Anthony Adverse de Mervyn LeRoy.
- 1936: Dancing Pirate de Lloyd Corrigan.
- 1937: Hitting a New High de Raoul Walsh.
- 1937: Easy Living de Mitchell Leisen.
- 1937: When you're in Love de Robert Riskin.
- 1937: The King and the Chorus Girl de Mervyn LeRoy.
- 1937: The Great Garrick de James Whale.
- 1937: Madame X de Sam Wood.
- 1939: Let Freedom Ring de Jack Conway.
- 1939: The Great Man Votes de Garson Kanin.
- 1939: The Amazing Mr. Williams de Alexander Hall.
- 1939: The Housekeeper'sDaughter de Hal Roach.
- 1939: Naughty but Nice de Ray Enright.
- 1940: Scatterbrain de Gus Meins.
- 1940: High School, de George Nichols Jr.
- 1941: They met in Bombay de Clarence Brown.
- 1941: Road to Zanzibar de Victor Schertzinger.
- 1941: Las tres noches de Eva de Preston Sturges.
- 1941: That Hamilton Woman de Alexander Korda.
- 1941: Babes on Broadway de Busby Berkeley.
- 1941: They Met in Argentina de Leslie Goodwins.
- 1942: Obliging Young Lady de Richard Wallace.
- 1943: The Man from Down Under de Robert Z. Leonard
- 1944: In Society de Jean Yarbrough.
- 1944: When the Lights go on Again de William K. Howard
- 1944: The Conspirators de Jean Negulesco.
- 1944: It Happened Tomorrow de René Clair.
- 1945: A Bell for Adano de Henry King.
- 1945: Wonder Man de H. Bruce Humberstone.
- 1950: When Willie comes Marching Home de John Ford.
- 1950: Captain Carey, U.S.A. de Mitchell Leisen.
- 1952: What Price Glory de John Ford.
- 1956: Los diez mandamientos (The Ten Commandments) de Cecil B. DeMille